# Казакевич, Евгений Михайлович
Евге́ний Миха́йлович Казаке́вич (1869 — 1931) — русский генерал-майор, герой Первой мировой войны.

## Биография
Происходил из дворян Санкт-Петербургской губернии. Родился 26 апреля (8 мая) 1869 года.

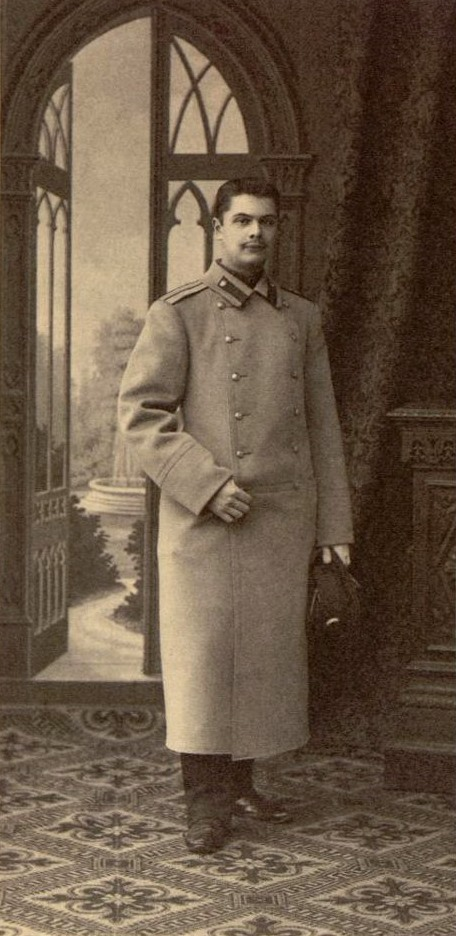
Е.М.Казакевич, подпоручик. 1891 г.

Окончил Пажеский корпус (1889), был выпущен подпоручиком в лейб-гвардии Преображенский полк.
Чины: поручик (1897), штабс-капитан (1901), капитан (за отличие, 1905), полковник (1912), флигель-адъютант (1915), генерал-майор (25.03.1916).
В 1894—1898 годах состоял в запасе, затем служил обер-офицером для поручений при начальнике Главного штаба (1898—1904).
Участвовал в русско-японской войне, служил адъютантом начальника полевого штаба Наместника на Дальнем Востоке (1904), адъютантом командующего 1-й Маньчжурской армией (1904—1905). Был контужен.
Затем командовал ротой, батальоном Преображенского полка. С ним же вступил летом 1914 года в Первую мировую войну. Отличился в Галицийской битве, был награждён орденом Святого Георгия 4-й степени
За то, что в бою 20 августа 1914 года у д. Владиславов, командуя 2-м батальоном Преображенцев, проявил исключительное мужество и выдающуюся храбрость, повел две роты в контр-атаку в штыки; будучи ранен пулей — упал, но продолжал отдавать распоряжения и громко ободрял людей, овладевших командующими высотами, чем решил участь боя.
В октябре того же года был ранен во второй раз. В 1916 году был переведен на Румынский фронт для командования пехотной дивизией.
После падения Временного правительства с лета 1918 года был участником антибольшевистской организации, собирал средства для царской семьи. В начале 1920-х годов был арестован, несколько лет провел в Бутырской тюрьме. После освобождения работал сторожем Стройтреста в Ленинграде.
Был арестован по «Преображенскому делу» (часть дела «Весна»). Бывшие однополчане утверждали, что у Казакевича хранилось навершие полкового знамени, двуглавый орел. Однако сам он сказал, что навершие выкинул. Расстрелян в мае 1931 года.

## Воспоминания современников

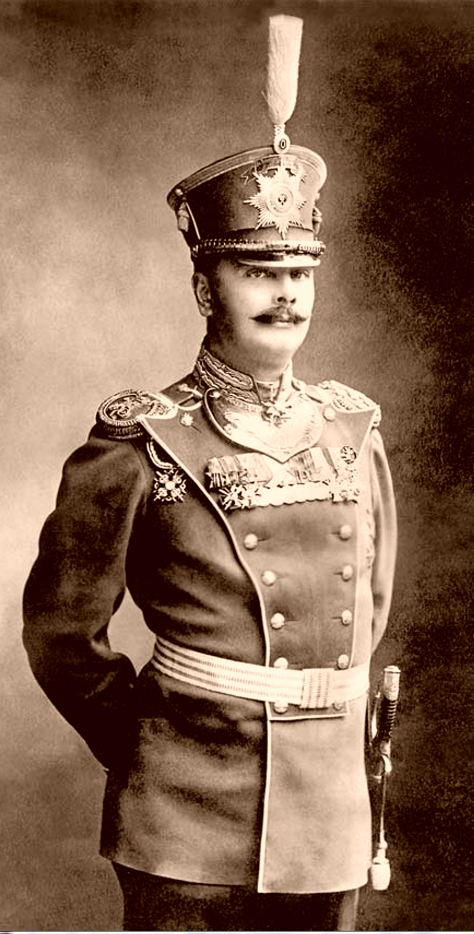
Полковник Е.М. Казакевич в парадной форме Преображенского полка. 1912-1914 гг.

Известный военный историк Н. Н. Головин в книге «Дни перелома Галицийской битвы» писал:

Рассказывают, что когда перед самым началом атаки кто-то подошел к командиру II батальона полк. Казакевичу и сказал, что нет артиллерийской поддержки, полк. Казакевич, знавший, что артиллерии не было придано, ответил так громко, что слышали солдаты: "Преображенцы атакуют без артиллерии", и с этими словами сам повел цепи; в начале же атаки он был ранен.

Упоминается в мемуарах князя Кирилла Николаевича Голицына, сидевшего вместе с Казакевичем в Бутырской тюрьме:

Евгений Михайлович обладал добрейшей душой, искренней доброжелательностью к людям и был прост в обращении с ними. Что до рисовки, то она вообще была чужда всему его складу, да и не требовалась для украшения его бесхитростных речей. Лицом он не был красив, но удивительно симпатичен, своей крупной фигуре старался придать молодцеватость, но годы делали своё дело, и Казакевич выглядел более стариком, чем белый как лунь Гадон — старший по возрасту, да и по чину.
Никакими сколько-нибудь значительными познаниями Казакевич не отличался — иностранные языки и кое-какие сведении из гуманитарных наук — вот и все. Я думаю, что и в военном деле, кроме обязательной «шагистики», он полагался более на свою физическую силу и личную храбрость. Я бы сказал, что это был вполне заурядный военный, для которого все воспринимаемое извне преломлялось сквозь призму любимого Преображенского полка и этим ограничивалось. Материально он был прежде человеком обеспеченным: богатый помещик, владелец огромного доходного дома в Петербурге на Сергиевской улице.
Казакевич придерживался твердых взглядов на долг солдата, служил верой и правдой и ни от какого ратного труда не уклонялся. Он воевал и в 1904—1905, и в 1914—1917 годах. Его могучее тело было изрешечено и японскими, и немецкими пулями: на рукаве его старой солдатского сукна шинели почти до самого локтя были нашиты золотые и серебряные галуны — за ранения и контузии.
Убеждений Евгений Михайлович придерживался консервативных, и старому строю был предан всей душой. Перед памятью последнего российского самодержца он благоговел и, говоря о нем, называл не иначе, как «государь». Словом, это был законченный тип верного слуги престола, принимавшего монархический строй без критики и «за Веру, Царя и Отечество» не колеблясь подставлявшего себя под вражеские пули.

## Семья
Был женат на Юлии Петровне Дервиз (1878—1942). Их дети: Сергей и Мария.
Сестра Казакевича Марфа была замужем за известным военным теоретиком А. М. Зайончковским. С этим родством связан следующий эпизод, упоминаемый в мемуарах князя Голицына:

Случилось небывалое: узник с трехгодичным сроком прямо из тюремной камеры попал... на высокопоставленные похороны. Умер Зайончковский — крупный советский военный деятель, который был женат на родной сестре Казакевича. Этот царский генерал остался служить при советской власти и, по-видимому, пользовался у новых хозяев авторитетом, как военный специалист. Когда он умер, к его вдове отнеслись с уважительным вниманьем и предложили высказать свои пожеланья относительно деталей погребальной церемонии. И тогда вдова объявила о своем непременном желании, чтобы на похоронах мужа присутствовал её брат. И он в сопровождении охранника был доставлен на квартиру сестры, участвовал в траурной процессии, присутствовал при погребении и, наконец, восседал за столом традиционных русских поминок. 

## Усадьба
В конце 1890-х приобрел усадьбу Оленьково в Веневском уезде Тульской губернии. Также владел имением Мартемьяново в Каширском уезде. Избирался гласным Веневского уездного земского собрания, служил старостой храма во имя Славного Воскресения.

## Награды
- Орден Святого Станислава 3-й ст. (1904)
- Орден Святой Анны 3-й ст. с мечами и бантом (1904)
- Орден Святого Станислава 2-й ст. с мечами (1904)
- Орден Святого Владимира 4-й ст. с мечами и бантом (1905)
- Орден Святой Анны 2-й ст. с мечами (1905)
- Орден Святой Анны 4-й ст. (1905)
- Орден Святого Владимира 3-й ст. с мечами (1915)
- Орден Святого Георгия 4-й ст. (ВП 14.06.1915)

Иностранные:
- бухарский Орден Благородной Бухары 3-й ст. (1902)
- прусский Орден Короны 3-го класса с мечами (1906)
- датский Орден Данеброг 4-й ст. (1910)
- румынский Орден Звезды Румынии офицерского креста (1912)
- черногорский Орден Князя Даниила I 3-й ст. (1912)